# SWAT Force
SWAT Force è un videogioco di genere sparatutto in prima persona tattico prodotto e distribuito da Sierra e rappresenta il primo episodio della serie SWAT sviluppata per telefono cellulare. Il videogioco si avvale di una grafica bidimensionale a differenza dei capitoli per computer. Il giocatore può controllare due team di squadre speciali, la prima squadra si occupa di irruzioni negli edifici mentre la seconda si occupa di demolizioni.